# Heritage Bank Center
Das Heritage Bank Center (ursprünglich Riverfront Coliseum) ist eine Mehrzweckhalle in der US-amerikanischen Stadt Cincinnati im Bundesstaat Ohio.

## Geschichte und Nutzung
Der Grundstein für die Bebauung des 346.100 Quadratfuß großen Areals am Ufer des Ohio River wurde am 12. November 1973 gelegt. Nach zwei Jahren Bauzeit durch Clark Engineering Corporation und Universal Contracting Corp. mit Kosten in Höhe von 20 Mio. US-Dollar wurde das von Pattee Architects, Inc. entworfene Gebäude am 9. September 1975 eröffnet. Die Arena bietet Platz für bis zu 17.000 Zuschauer und wird für Wrestling, Basketball und Inline-Skating genutzt. Ebenso traten hier schon Künstler wie Eric Clapton, Prince, The Who und ZZ Top auf. Im Jahr 1979 kam es zu elf Todesfällen während eines Konzerts der Gruppe The Who, was Veranstalter dazu veranlasste, die Halle zwischenzeitlich zu meiden; so wurden Konzerte von Aerosmith und Blue Öyster Cult abgesagt. Der Vorfall wird als „1979 The Who concert disaster“ beschrieben. Erst 1980 mit einem Auftritt der Gruppe ZZ Top kamen Konzerte zurück in die Halle.
2003 wurde in direkter Nachbarschaft der Great American Ball Park der Cincinnati Reds aus der Major League Baseball (MLB) eröffnet.

## Galerie

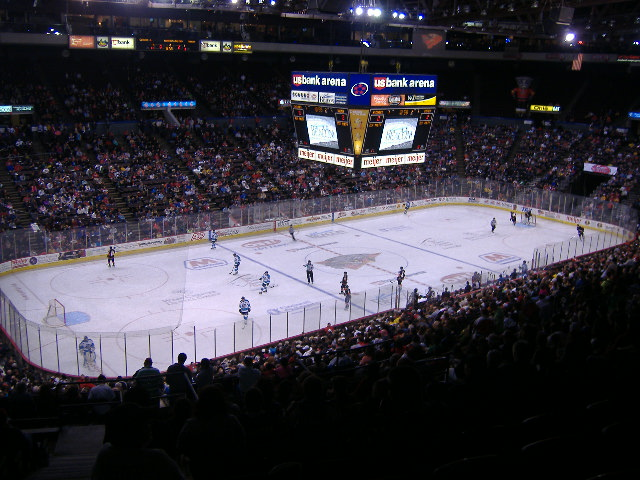
Das Spiel Cincinnati Cyclones gegen die Evansville IceMen am 30. März 2013